# Myu no Anyo Papa ni Ageru
Myu no Anyo Papa ni Ageru (みゅのあんよパパに上げる?) (letteralmente "Myu darà le sue gambe a papà") è un film Special giapponese per la televisione trasmesso nel 2008: per l'esattezza si tratta di un Tanpatsu, ovvero un dorama a episodio unico. Protagonista maschile è Jun Matsumoto.

## Trama
Il dramma si basa su una storia vera: un giovane venticinquenne, Hayato, sposato da poco e con una bambina di due anni, scopre improvvisamente di avere una grave e rarissima malattia conosciuta come CIDP, la quale colpisce il sistema nervoso fino a paralizzar ben presto l'intero organismo.
Un po' alla volta e senza remissione Hayato inizia a perdere l'uso delle membra; ma, per amor della famiglia e soprattutto della cara figlioletta, il giovane uomo affronterà con determinazione e coraggio tutte le prove e le difficoltà che gli ha serbato per lui il destino.
Sostenuto fino alla fine dalla moglie, non perderà la speranza e non si arrenderà al fato.

## Interpreti e personaggi
- Jun Matsumoto - Hayato Yamaguchi
- Karina Nose - Aya Yamaguchi
- Rina Hatakeyama - Myu Yamaguchi
- Yoshizumi Ishihara - Taro Iwade
- Bokuzo Masana - Shuya Takagi
- Kenji Kasai - Yasuyuki Yamaguchi
- Yoshie Otsuka - Nobuko Yamaguchi
- Eri Watanabe - Mihoko Sakurai
- Tetsuo Morishita - Yukio Sakurai
- Yutaka Matsushige - Kazuo Kurose
- Hajime Yamazaki - Keigo Nagamachi
- Chisun - Mina Sato
- Tatsuya Nomi
- Ayano Okubo
- Yoshinori Ko
- Yuki Terada
- Kayoko Natsuaki
- Machiko Nakamura
- Toshiyuki Fujiwara